# アジアオリンピック評議会
アジアオリンピック評議会（アジアオリンピックひょうぎかい、英：Olympic Council of Asia、略称：OCA）は、アジア地域の国内オリンピック委員会（NOC）の集合組織。アジア競技大会等を主催している。本部はクウェート国のクウェート市に置かれている。モットーは「限りなき前進（Ever Onward）」。

## 歴史
1982年アジア競技大会（ニューデリー）の開催直後開催された「アジア競技連盟」（AGF）総会で、それまで大会ごとに組織されていたAGFを発展的に解消し、OCAを設置することが決議された。
このニューデリー大会については、当時のインド政府がイスラエル人の入国を拒否していたことから、イスラエルは参加しておらず、当然、大会後のAGF総会にも参加しなかった。その結果、イスラエルはOCAには参加せず、その後の国際スポーツ界においてはヨーロッパ地域に属することとなった。OCAの設置を提唱したのはアラブ諸国（イスラム教国）が中心であり、1962年アジア競技大会（ジャカルタ）においてもイスラエル排除（招待しなかった）などが問題となっており、OCA設立においてはパレスチナ問題の影響が見られた。
2006年12月に新しいOCAのブランドイメージ・ロゴを発表した。

## 歴代会長
1. ファハド・アル＝サバーハ（Fahad Al-Sabah）（1982年 - 1991年） - クウェート
2. アフマド・アル＝ファハド・アル＝アフマド・アッ＝サバーハ（英語版）（Ahmed Al-Fahad Al-Ahmed Al-Sabah）（1991年 - 2023年追放） - クウェート
3. ラジャ・ランディール・シン（Raja Randhir Singh､会長）

## 主催大会
- アジア競技大会（第10回以降）
- アジアインドア・マーシャルアーツゲームズ（アジアインドアゲームズとアジアマーシャルアーツゲームズを統合して2013年初開催）
- アジアビーチゲームズ
- アジア冬季競技大会
- アジアユースゲームズ（2009年初開催）

### 共催等により関係する大会
- 東アジア競技大会→東アジアユースゲームズ
- 西アジア競技大会
- 東南アジア競技大会
- 南アジア競技大会
- 中央アジア競技大会

## 加盟国・地域
この項目では便宜的に地域競技大会ごとに分類した。
東アジアユースゲームズ（旧東アジア競技大会）グループ
- 日本
- 中国
- 韓国
- 北朝鮮
- チャイニーズタイペイ（ 台湾）
- 香港
- マカオ
- モンゴル

東南アジア競技大会グループ
- フィリピン
- タイ
- インドネシア
- シンガポール
- ベトナム
- マレーシア
- カンボジア
- ミャンマー
- ラオス
- ブルネイ
- 東ティモール

南アジア競技大会グループ
- インド
- アフガニスタン
- パキスタン
- ネパール
- スリランカ
- バングラデシュ
- ブータン
- モルディブ

中央アジア競技大会グループ
- ウズベキスタン
- カザフスタン
- キルギス
- タジキスタン
- トルクメニスタン

西アジア競技大会グループ
- サウジアラビア
- イラン
- イラク
- アラブ首長国連邦
- カタール
- バーレーン
- シリア
- クウェート
- レバノン
- ヨルダン
- オマーン
- イエメン
- パレスチナ